# Центральный стадион имени И. П. Чайки
Стадион имени И. П. Чайки — футбольный стадион, расположенный в российском селе Песчанокопское, Ростовская область. Вмещает 3455 зрителей, открыт в 2014 году после завершения полномасштабной реконструкции. Является официальным домашним стадионом для местного клуба «Чайка», выступающего в Первой лиге.
Назван в честь уроженца Песчанокопского, выдающегося работника сельского хозяйства и футболиста — любителя Ивана Платоновича Чайки, являющегося отцом основателя местного футбольного клуба Андрея Чайки.

## Об арене
Торжественное открытие поля изначально состоялось в 1997 году, а во второй раз — в 2014 году, после официального завершения работ по реконструкции арены. В частности, было рекультивировано старое покрытие стадиона и засеян новый газон, смонтирована система автоматического полива. Обновлённый стадион располагал восточной и западной трибунами (западная трибуна оснащена навесом) с пластиковыми сиденьями на 2000 мест, а также беговыми дорожками с рекартановым покрытием. Помимо прочего, было установлено новое электронное табло.
К началу сезона 2015 года были достроены новые, отвечающие всем современным требованиям комфорта и безопасности раздевалки и душевые.
30 апреля 2016 года на арене в рамках специального мероприятия был официально открыт памятник одному из основателей команды — Ивану Платоновичу Чайке.
В 2021 году губернатор Ростовской области В. Ю. Голубев сообщил о том, что власти региона выделили клубу более 132 млн рублей на дополнительные ремонтные работы на стадионе, которые планируется окончить к концу года.
В мае 2021 года, перед стартом новой реконструкции стадиона, футбольный клуб «Чайка» провёл для фанатов акцию, раздав каждому желающему часть земли с поля. Как заявили представители клуба, это было сделано с целью укрепления связи между клубом и его поклонниками.
В апреле 2022 года реконструкция стадиона была завершена. С апреля 2022 года стадион одновременно может принять 3455 болельщиков. Помимо этого, в рамках реконструкции на стадионе были установлены новые трибуны (северная и южная), футбольное поле оборудовано системой подогрева, а над верхними рядами восточной трибуны установлен навес.
21 апреля 2022 года решением РФС футбольному клубу «Чайка» был выдан сертификат соответствия стадиона второй категории, позволяющий проводить матчи в рамках Первенства ФНЛ и Кубка России.